# Musée Cognacq-Jay
Musée Cognacq-Jay je městské muzeum v Paříži. Nachází se v historické čtvrti Marais ve 3. obvodu v ulici Rue Elzévir v městském paláci Hôtel de Donon. Muzeum vystavuje sbírku evropského umění 18. století, kterou vytvořili a městu odkázali obchodník Ernest Cognacq a jeho manželka Marie-Louise Jaÿ.

## Historie
Dne 21. února 1928 se po smrti Ernesta Cognacqa, zakladatele obchodního domu La Samaritaine město Paříž stalo majitelem sbírky umění 18. století a budovy na Boulevardu des Capucines č. 25, která byla určena k umístění sbírky.
Muzeum otevřel 4. června 1929 francouzský prezident Gaston Doumergue. Dne 27. června 1988 bylo muzeum uzavřeno a své sbírky přesunulo do paláce Hôtel de Donon, který byl pro tuto příležitost restaurován. Muzeum bylo v novém sídle opět otevřeno pro veřejnost 18. prosince 1990.

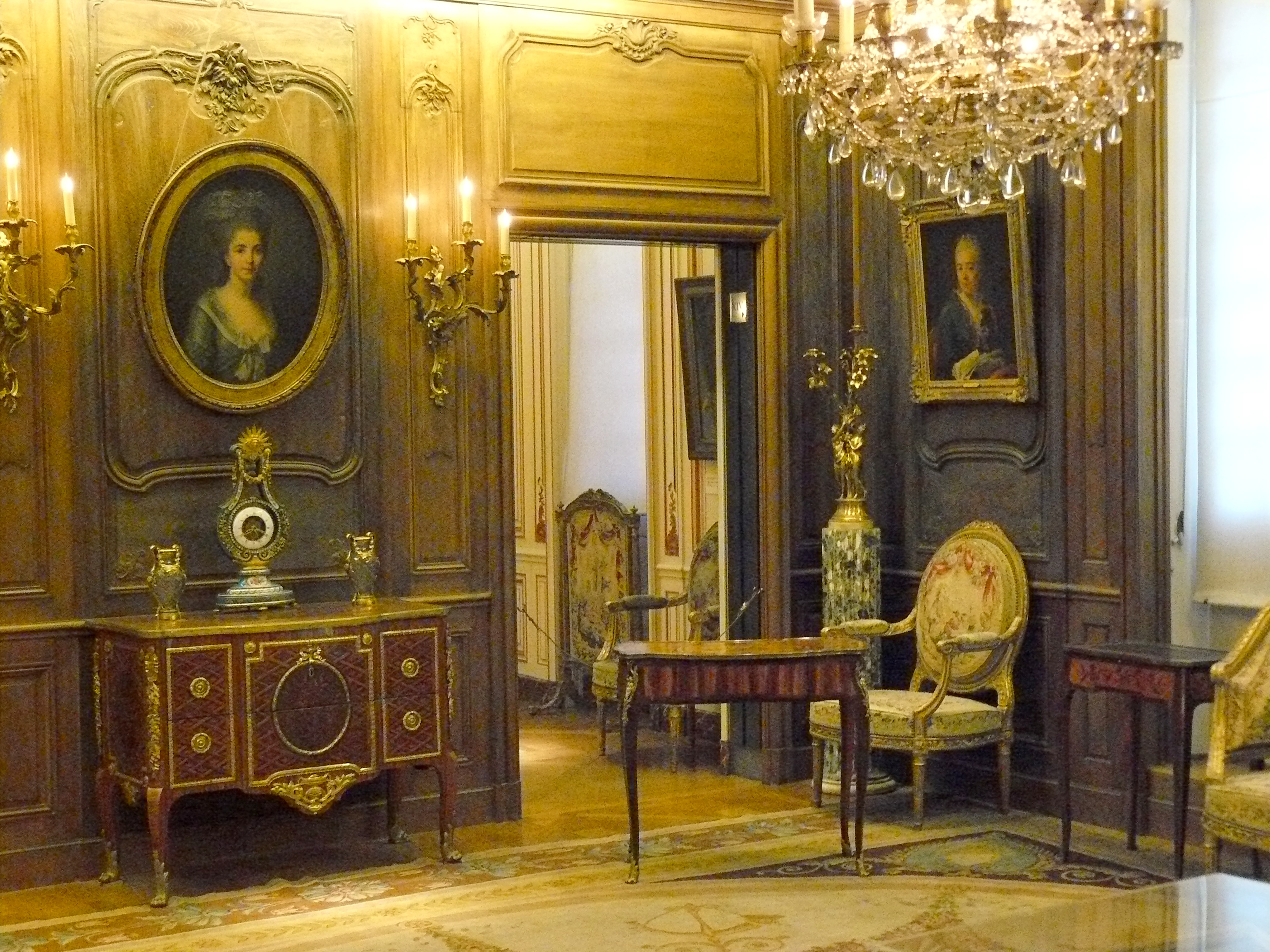
Výstavní sál

## Sbírky
Sbírku evropského umění 18. století shromažďovali společně Ernest Cognacq (1839-1928) a jeho manželka Marie-Louise Jaÿ (1838-1925) v letech 1895-1925 a poté ji odkázali městu Paříži.
Místnosti v přízemí jsou zdobeny dřevěným obložením. Muzeum uchovává díla malířů jako Nicolas de Largillière, Jean-Baptiste Siméon Chardin, Rembrandt (Balaam et son ânesse, 1626), Jacob van Ruisdael, Canaletto, Giovanni Battista Tiepolo (Le banquet de Cléopâtre, kolem 1742-1743), Élisabeth Vigée-Lebrun, Jean-Baptiste Greuze, François Boucher, Maurice Quentin de La Tour, Antoine Watteau nebo Jean-Honoré Fragonard. Dále jsou vystaveny díla sochařů Houdona a Clodiona. Každý sál je vybaven dobovým nábytkem a předměty. Ve vitrinách jsou vystaveny míšeňský porcelán, tabatěrky nebo toaletní předměty.